# Olavarría (partido)
Olavarría (Partido de Olavarría) is een partido in de Argentijnse provincie Buenos Aires. Het bestuurlijke gebied telt 103.961 inwoners.

## Plaatsen in partido Olavarría
- Blancagrande
- Cerro Sotuyo
- Colonia Hinojo
- Colonia Las Carmelitas
- Colonia Nievas
- Colonia San Miguel
- Durañona
- Espigas
- Hinojo
- Iturregui
- La Providencia
- Mapis
- Muñoz
- Olavarría
- Pourtalé
- Recalde
- Rocha
- Santa Luisa
- Sierra Chica
- Sierras Bayas
- Villa Alfredo Fortabat
- Villa Arrieta
- Villa La Serranía
- Villa Mónica